# 甲賀忍法帖 (曲)
「甲賀忍法帖」（こうがにんぽうちょう）は、陰陽座の10枚目のシングルである。2005年4月27日発売。発売元はキングレコード。
アルバム『臥龍點睛』の先行シングルとして発売された。

## 概要
表題曲「甲賀忍法帖」はUHF系テレビアニメ『バジリスク 〜甲賀忍法帖〜』のオープニングテーマとして起用された。陰陽座としては初のアニメタイアップとなる。
山田風太郎の小説『甲賀忍法帖』（『バジリスク』の原作）をテーマに描いた楽曲で、同作品の登場人物である朧をモチーフに制作されている。
ミュージックビデオの監督は近藤廣行が担当した。
後年には同アニメを題材としたパチスロ『バジリスク』シリーズのテーマソングにも採用され、パチスロファンからはしばしば「バジリスクタイムの曲」と呼ばれ親しまれている。
2016年には本作と対になる楽曲として、「愛する者よ、死に候え」が制作された。
2017年6月頃から、vineに投稿された黒人男性が本曲とパチスロ『バジリスク』シリーズでも使われている「バジリスクタイム」という派手なロゴをバックに激しく踊るというシュールな動画がTwitterなどの各種SNSで拡散され、現在もインターネットミームとして流行している。
2018年からは、東京ヤクルトスワローズの私設応援団が「共通テーマγ」（打席が長引いた際などに演奏される全選手共通の応援歌）として応援に使用している。インターネット上ではパチスロ好きとして知られる畠山和洋にちなみ、上記の「バジリスクタイム」になぞらえて「ハタケヤマタイム」と呼ばれている。

## 収録曲
1. 甲賀忍法帖 [4:01]
作詞・作曲：瞬火、編曲：陰陽座
2. 卍（まんじ） [4:31]
作詞・作曲：瞬火、編曲：陰陽座
  - 忍者同士の決闘を描いたナンバーである。

|  | イ短調 (Am) |

## 収録アルバム
甲賀忍法帖
- オリジナル『臥龍點睛』（2005年6月22日）
- ベスト『陰陽珠玉』（2006年2月8日）
- ライブ『陰陽雷舞』（2006年6月7日）※ライブ音源
- ベスト『龍凰珠玉』（2013年12月4日）※「龍凰Remix」で収録。

卍
- ベスト『陰陽珠玉』（2006年2月8日）

## カバー
- Machico - 2014年発売のアルバム『COLORS』に収録。
- YURiKA - 2019年発売のアルバム『ただいま。〜YURiKA Anison COVER〜』に収録。
- Roselia［湊友希那（相羽あいな）］ - 2020年1月29日にゲーム『バンドリ! ガールズバンドパーティ!』に追加収録[1]。2021年2月24日発売のアルバム『バンドリ！ ガールズバンドパーティ！ カバーコレクション Vol.5』でCD初収録[2]。
- Mary's Blood - 2020年8月26日発売のアニソンカバーアルバム『Re>Animator』に収録[3]。
- 凪原凉菜 - 2024年4月10日発売の配信限定シングル『甲賀忍法帖 from CrosSing』に収録。カバーソングプロジェクト『CrosSing - Music & Voice-』の楽曲[4]。
- 鈴木愛奈 - 2024年2月5日発売のベストアルバム『ほんのスパークル』に収録[5]。
- 猫足蕾（芹澤優） - 2025年7月19日にゲーム『ワールドダイスター 夢のステラリウム』に追加収録。